# Chester Hill
Chester Hill es un borough ubicado en el condado de Clearfield en el estado estadounidense de Pensilvania. En el año 2000 tenía una población de 918 habitantes y una densidad poblacional de 719 personas por km².

## Geografía
Chester Hill se encuentra ubicado en las coordenadas 40°53′30″N 78°13′44″O / 40.89167, -78.22889.

## Demografía
Según la Oficina del Censo en 2000 los ingresos medios por hogar en la localidad eran de $24,271 y los ingresos medios por familia eran $28,500. Los hombres tenían unos ingresos medios de $24,464 frente a los $20,735 para las mujeres. La renta per cápita para la localidad era de $14,256. Alrededor del 26.8% de la población estaba por debajo del umbral de pobreza.